# 九五式魚雷
九五式魚雷為大日本帝國海軍所使用之魚雷之一。

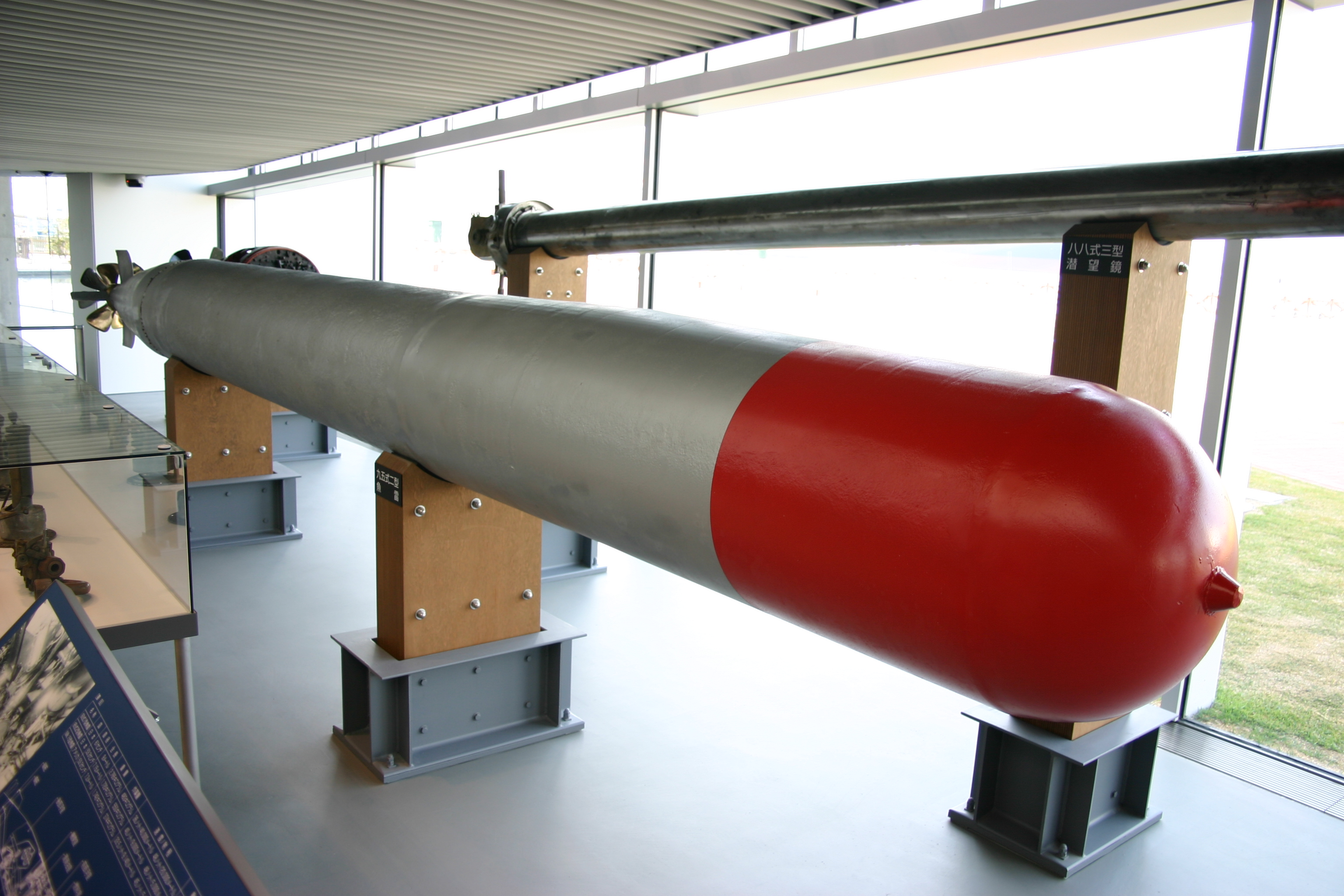
展示於大和博物館之九五式魚雷。

其以強大的九三式魚雷為基礎，但彈頭較小(改一的彈頭重405公斤，而改二的彈頭重550公斤)，直徑較短，射程也較短。九五式魚雷設計上是要自潛艇的標準魚雷管(直徑533 mm)發射的。
九五式魚雷改一以49—51節（91—94每小時）前進時射程為9000公尺，而以45—47節（83—87每小時）前進時射程為12,000（13,000碼）
，大約為同速的美國製Mk 14型魚雷的3倍。
九五式魚雷的速度是當時世界各地海軍常用的魚雷中最快的。其彈頭為所有潛射魚雷中最大的，而彈頭大小在所有魚雷中僅次於日軍水面艦艇使用的九三式魚雷。引擎為使用煤油與氧氣的濕加熱引擎，而非當時大多數魚雷採用的壓縮空氣。

## 外部連結
- 日軍魚雷簡介（页面存档备份，存于）
- 九五式魚雷簡介